# Мова програмування п'ятого покоління
Мова програмування п'ятого покоління (англ. Fifth-generation programming language, скор. 5GL) — мова програмування, заснована на вирішенні проблем із використанням обмежень цієї програми, а не за допомогою прямого втручання програміста. Більшість обмежених, логічних мов програмування і деяких декларативних — мови п'ятого покоління.
Хоча мова програмування четвертого покоління призначена для побудови конкретних програм, для п'ятого покоління створені мови, щоб зробити комп'ютер автономним у вирішенні проблеми без участі програміста. Таким чином, програмісту потрібно тільки турбуватися про те, які проблеми мають бути вирішені і які умови повинні бути виконані, не турбуючись про те, як здійснювати планове або алгоритмічне їх вирішення. Мова п'ятого покоління використовується, в основному, в дослідженнях штучного інтелекту. Prolog, OPS5 і Mercury є прикладами мови п'ятого покоління мов.
Ці типи мов були також побудовані на Lisp, багато з них беруть початок із лісп-машини, такі як ICAD, KL-ONE.
У 1980-х рр. мова програмування п'ятого покоління вважалася хвилею майбутнього, і дехто пророкував, що вона замінить всі інші мови для розробки системи, за винятком мов низького рівня. З 1982 по 1993 рік Японія провела багато досліджень і вклала багато грошей в свій п'ятий проект покоління комп'ютерних систем, сподіваючись створити масивну комп'ютерну мережу за допомогою цих інструментів. Однак, після того, як більшість програм були побудовані, недоліки підходу стали більше ніж очевидними. Процес показав, що визначення конкретної проблеми, яка випливає через пошук ефективного алгоритму рішення - складне і важке завдання. Це важливий крок, який поки не може бути автоматизований, і як і раніше вимагає втручання  програміста-людини.
Сьогодні, мова програмування п'ятого покоління, загалом, є гіпотетичним можливим рівнем комп'ютерної мови. Хоча зустрічаються постачальники програмного забезпечення, які стверджують, що їхні програми відповідають візуально вимогам «програмування» 5GL концепції.